# Piptostigma exellii
Piptostigma exellii är en kirimojaväxtart som beskrevs av Robert Elias Fries. Piptostigma exellii ingår i släktet Piptostigma och familjen kirimojaväxter. Inga underarter finns listade i Catalogue of Life.